# Raffaele Lombardo
Raffaele Lombardo (ur. 29 października 1950 w Katanii) – włoski polityk, lekarz i samorządowiec, eurodeputowany, od 2008 do 2012 prezydent regionu Sycylia.

## Życiorys
Ukończył studia medyczne, specjalizował się w zakresie psychiatrii sądowej. Prowadził prywatną praktykę zawodową.
W drugiej połowie lat 70. został regionalnym sekretarzem młodzieżowej organizacji Chrześcijańskiej Demokracji. Był radnym różnych szczebli administracji lokalnej i regionalnej, a także członkiem egzekutywy.
Po upadki chadecji współtworzył centroprawicowe Centrum Chrześcijańsko-Demokratyczne. W 1999 uzyskał po raz pierwszy mandat posła do Parlamentu Europejskiego. W 2002 został jednym z liderów powstałej na bazie m.in. CCD Unii Chrześcijańskich Demokratów i Centrum. Rok później objął stanowisko prezydenta prowincji Katania, a w 2004 po raz drugi dostał się do Europarlamentu.
W 2005 odszedł z UDC, zarzucając temu ugrupowaniu tendencje centralistyczne. Stanął na czele nowego stronnictwa – Ruchu dla Autonomii, opowiadającym się za zwiększaniem kompetencji władz prowincjonalnych i regionów. Pozostał jednocześnie koalicjantem Silvia Berlusconiego, także wówczas, gdy Dom Wolności opuściła jego poprzednia partia.
W 2008 Raffaele Lombardo wygrał wybory na urząd prezydenta regionu Sycylia, rezygnując w związku z tym z mandatu w PE. Ustąpił z urzędu w 2012 na niespełna rok przed końcem kadencji w związku z zarzutami karnymi o współpracę z mafią. W 2014 został w pierwszej instancji skazany za współpracę z mafią na karę 6 lat i 8 miesięcy pozbawienia wolności. W postępowaniu odwoławczym w 2017 uniewinniono go od tego zarzutu, skazano go natomiast na karę 2 lat pozbawienia wolności za kupczenie głosami. W wyniku drugiego postępowania odwoławczego w 2022 uniewinniono go od obu zarzutów.